# سرنق
سرنق، روستایی است با قدمتی چند هزار ساله از توابع بخش مرکزی شهرستان سلماس استان آذربایجان غربی ایران.

## جمعیت
این روستا در دهستان زولاچای قرار داشته و بر اساس سرشماری سال ۱۳۸۵ جمعیت آن ۹۱۴نفر (۲۲۳ خانوار)
بوده است.

## آثار تاریخی
- کلیسای مریم مقدس (سرنق)